# Santa Bárbara de Casa
Santa Bárbara de Casa és un municipi de la província de Huelva, dins la comunitat autònoma d'Andalusia.
El poble està situat a l'interior de la província, a 85 quilòmetres de la capital provincial, i a la frontera amb Portugal (tot i que el pas fronterer està situat al poble veí del Rosal de la Frontera).
Aquest municipi de l'Andévalo occidental es troba a 310 metres d'altitud sobre el nivell del mar. El terme municipal té una extensió de 144,8 km² i limita amb els municipis andalusos del Rosal de la Frontera, Cabezas Rubias, la Puebla de Guzmán i Paymogo.

## Política
L'actual batlle de Santa Bárbara de Casa és el socialista Leonardo Romero, qui ocupa aquest càrrec des de les eleccions municipals celebrades l'any 2019, comicis que va guanyar per majoria absoluta. Leonardo Romero va substituir al capdavant de l'Ajuntament Gonzala Gómez Santos, que havia estat batllessa del municipi des de les eleccions municipals celebrades l'any 2003. A les eleccions municipals de 2019, el PSOE revalidà la seva majoria, aconseguint el seu sisè regidor. Actualment, els nou regidors del consistori pertanyen a dos partits polítics diferents: 6 al PSOE i 3 a Independientes por Huelva. A les eleccions del 2019, va perdre la seva representació al consistori el Partit Popular, que havia obtingut un únic regidor l'any 2015.

## Economia
Les activitats econòmiques principals són la ramaderia i l'explotació forestal.
El sector ramader gira entorn del porc i l'ovella. Els porcs ibèrics que es crien a les deveses d'alzines i alzines sureres del municipi són destinats a la producció de pernil i embotits, mentre que de l'ovella se n'aprofita sobretot la llet per a la producció de formatge. Dins el terme municipal de Santa Bárbara de Casa, hom troba l'explotació ramadera Dehesa de Dos Hermanas, que produeix el formatge més conegut de tota la província.
La producció de fusta de pi i eucaliptus es destina a la factoria que l'empresa ENCE té a la ciutat de Huelva. Aquesta fàbrica és la primera subministradora de cel·lulosa del mercat espanyol.

## Població
| 1991  | 1996  | 2001  | 2004  | 2008  | 2010  | 2015  | 2018  |
| ----- | ----- | ----- | ----- | ----- | ----- | ----- | ----- |
| 1.444 | 1.401 | 1.303 | 1.237 | 1.188 | 1.162 | 1.113 | 1.054 |